# Malacomorpha poeyi
Malacomorpha poeyi är en insektsart som först beskrevs av Henri Saussure 1868.  Malacomorpha poeyi ingår i släktet Malacomorpha och familjen Pseudophasmatidae. Inga underarter finns listade i Catalogue of Life.